# Новый Двор (Тверская область)
Новый Двор — деревня в Жарковском районе Тверской области. Входит в состав Жарковского сельского поселения (центр — деревня Зеленьково).

## География
Деревня расположена в северной части района на северном берегу озера Жарки. Расстояние до пгт Жарковский составляет 32 км. Ближайший населённый пункт — деревня Данилино.

## История
Впервые упоминается на топографической карте Фёдора Шуберта 1867 — 1901 годов.
На карте РККА 1923—1941 годов обозначена деревня Новый Двор. Имела 11 дворов.

## Население
| 2010 |
| ---- |
| 32   |

В 2002 году население деревни составляло 47 человек.
Национальный состав
Согласно результатам переписи 2002 года, в национальной структуре населения русские составляли 98 % от жителей.